# Hubert Willis
Hubert Willis (1876–1933) foi um ator britânico. Ele é mais conhecido por seus múltiplos papéis como Dr. Watson, em uma série de filmes mudos sobre Sherlock Holmes, estrelando com Eille Norwood, no período de 1921 a 1923.

## Filmografia selecionada
- Justice (1917)
- The Manxman (1917)
- The Manchester Man (1920)
- Lady Audley's Secret (1920)
- The Pursuit of Pamela (1920)
- The Duchess of Seven Dials (1920)